# Дескашева улица
| Дескашева улица | Дескашева улица          |
| --------------- | ------------------------ |
|                 |                          |
| Општина         | Звездара                 |
| Почетак         | Улица Милана Ракића      |
| Крај            | Булевар краља Александра |
| Дужина          | 100 m                    |
| Ширина          | 10 m                     |
|                 |                          |
|                 |                          |

Дескашева улица налази се на територији општине Звездара у Београду. Протеже се правцем од Улице Милана Ракића до Булевара краља Александра.

## Име улице
Улица је добила име по оперском певачу Стевану Дескашеву (Арад, 1855 - Загреб, 1921), који је певање учио у Београду код Даворина Јенка, а глуму од Јована Бошковића. Као врло музикалан и амбициозан напустио је трговачки посао за који се спремао и потпуно посветио певању. Дескашев (пореклом из Деске) је први српски школовани оперетски и оперски певач, ненадмашни тумач улога с певањем у делима из народног живота. Први пут је наступио у Народном позоришту 1875. године. Дебитовао је као Гуслар Милоје у комаду "Ајдук Вељко". Сматра се да је био један од најбољих певача уз гусле свог времена.
Учествовао је у српско-турском рату 1876. године. Више пута је боравио у царској Русији где је наступао са успехом.
Био је члан Загребачке опере од 1881. године, где је певао тенорске партије у операма Фауст, Аида и др.; бавио се глумом и превођењем. У Загребу је и остао живећи у оскудици, нарушеног здравља и истрошеног гласа. Завршио је живот 1921. године у душевној болници у загребачком предграђу Врапче.
Ово име улица носи од 1949. године.

### До 1949. године
Делови улице су више пута мењала име: доњи део се до 1930. звао Момировићево сокаче, а од 1930. до 1940. Момировићева.
Горњим делом улица се до 1930. звала само Сокак, потом Кукуљевићева (до 1943), а у периоду од 1943. до 1949. носила је назив по Никанору Грујићу.